# NGC 2491
NGC 2491 is een spiraalvormig sterrenstelsel in het sterrenbeeld Kleine Hond. Het hemelobject werd op 15 november 1885 ontdekt door de Amerikaanse astronoom Lewis A. Swift.

## Synoniemen
- ZWG 31.7
- NPM1G +08.0123
- PGC 22353